# NGC 2189
NGC 2189 is een niet-bestaand object in het sterrenbeeld Orion. Het hemelobject werd op 19 maart 1863 ontdekt door Safford.